# 粉孢革菌科
粉孢革菌科（学名：[Coniophoraceae] 错误：{{Lang}}：文本有斜体标记（帮助））为牛肝菌目的一个科。此科的模式属为粉孢革菌属(Coniophora)。

## 下级分类
- Chrysoconia
- 粉孢革菌属 Coniophora
- Gyrodontium
- Penttilamyces